# Magdalena Rădulescu
Magdalena Rădulescu (ur. 1902 w Râmnicu Vâlcea, zm. 3 marca 1983 w Paryżu) – rumuńska malarka.

## Życiorys
Urodziła się w rodzinie b. oficera armii rumuńskiej, pracującego w kolejnictwie. Dzieciństwo spędziła w Konstancy. Po ukończeniu szkoły średniej wyjechała do Monachium, gdzie uczyła się malarstwa pod kierunkiem Maxa Angerera. Z Monachium wyjechała do Paryża, gdzie studiowała w Académie de la Grande Chaumière, pod kierunkiem Bernarda de Monvela i René-Xaviera Prineta. W czasie pobytu w Paryżu poznała swojego przyszłego męża, włoskiego malarza Massimo Campigliego. Radulescu powróciła do Rumunii na stałe w roku 1938, już po rozwodzie z mężem. Był to czas intensywnej pracy. Oprócz malowania obrazów zajmowała się także projektowaniem ilustracji do książek. Opuściła Rumunię w latach 40. i osiedliła się w Nicei. Do Rumunii przyjechała dopiero w 1957, kiedy w galerii w Bukareszcie zaprezentowano jej obrazy. W latach 70. z powodu problemów zdrowotnych przestała malować.

## Twórczość
Pozostawiła po sobie ponad 2000 prac. Po raz pierwszy zaprezentowała publicznie swoje prace w roku 1924, a w 1929 wystawiała w Paryżu na wystawie sztuki niezależnej. Ulubionymi tematami prac Magdaleny Rădulescu były sceny z rumuńskich tańców ludowych, zwyczaje ludowe, a także portrety społeczności zamieszkujących Rumunię (w tym seria portretów Romów) i autoportrety.